# Nationalstraße 227 (China)
Die Nationalstraße 227 (chinesisch 227国道, Pinyin 227 Guódào, englisch China National Highway 227), chin. Abk. G227, ist eine 347 km lange, in Nord-Süd-Richtung verlaufende Fernstraße im Westen Chinas in den Provinzen Qinghai und Gansu. Sie führt von der Provinzhauptstadt von Qinghai, Xining, durch die Kreise Datong und Minle nach Zhangye in Gansu.